# Tubulanus sexlineatus
Tubulanus sexlineatus är en djurart som tillhör fylumet slemmaskar, och som först beskrevs av Griffin 1898.  Tubulanus sexlineatus ingår i släktet Tubulanus och familjen Tubulanidae. Inga underarter finns listade i Catalogue of Life.